# 万代栄嗣
万代 栄嗣（まんだい えいじ、1959年10月25日 - ）は、日本の聖霊派の牧師。日本福音宣教会の代表。

## 経歴
1959年、愛媛県松山市に万代恒雄の長男として生まれる。1968年頃牧師になることを決意する。1975年神戸大学教育学部入学、1979年大学卒業後、神戸障害児教育研究所に勤務して、障害児教育に従事する。献身して1983年に、米国のオーラル・ロバーツ大学神学部大学院修士課程修了に入学して、修士 (神学及び歴史学専攻) (M.A. in Theological and Historical Studies) を取得して、1986年に帰国する。以降、父親が創設した松山福音センターの牧師に就任して、1994年の父親の死後に松山福音センターを引き継ぐ。 以後、福岡、鹿児島、東京、広島、高松などの所属団体の教会を牧会している。伝道活動の他、講演活動、神学校・アンデレ宣教神学院の教師、ゴスペルグループのボーカルなどで活躍している。
万代は「修正ペンテコステ主義」を提唱して、従来の行き過ぎたペンテコステ主義に対して、神学的に神学的な立場において福音派に歩み寄る姿勢を示している。

## メディア出演

### ラジオ番組
- まことの救い(朝日放送ラジオ他)
- まんだい・えいじのイエス!You CAN(南海放送)